# Torre romana de Castellví de Rosanes
La Torre romana de Castellví de Rosanes és una obra del municipi de Castellví de Rosanes (Baix Llobregat) inclosa en l'Inventari del Patrimoni Arquitectònic de Catalunya.

## Descripció
Es conserva la part inferior de la torre, rodona, en una alçada que oscil·la entre els 3,5 m i els 4,5 m. De 10,20 m de diàmetre, lleugerament major a la base, on hi ha un sòcol esgraonat. Els carreus són grans, d'uns 45 cm d'alçada per 70-80 de llargada o més, llisos. Els carreus encoixinats fan 30-40 cm d'alçada per 45-65 de llargada. L'interior és massís, reomplert amb un opus emplecton o caementicum molt dur, format per morter i pedruscall. La torre descansa directament sobre la roca, sense fonaments enterrats, amb el formigó del nucli adherit totalment a la prominència de la roca.

## Història
La torre és situada en un lloc especialment estratègic: domina la depressió prelitoral de l'Anoia, traçat que seguia l'antiga Via Augusta romana que travessava el Llobregat (o camí de Barcelona), de manera que controla per ambdós costats a l'obligat pas del congost de Martorell.
Així com el pont sobre el Llobregat sabem quan va ser construït gràcies a les marques de les legions que hi treballarem: entre els anys X a. C -VII aC, segons estudis de Mayer i Rodà, de la torre no hi ha documents epigràfic; no hi ha marques. Això pot fer pensar que no va ser construïda per les legions que treballaren al pont, que haurien deixat llurs senyals. Podria haver estat bastida posteriorment, per exemple a la fi del s. III, al temps de les revoltes i aixecament dels bagaudes. La torre, de fet, servia per vigilar la Via.